# Robert Urbainstadion
Het Robert Urbainstadion (Frans: Stade Robert Urbain) is een voetbalstadion in Boussu, België, dat plaats biedt aan 6.000 toeschouwers. De bespeler van het stadion is Francs Borains. Het stadion heette tot 2008 Vedettestadion, verwijzend naar de nabij gelegen steenkolenmijn.